# Vacuolispira
Heterospira es un género de foraminífero bentónico considerado un sinónimo posterior de Pellatispira de la familia Pellatispiridae, de la superfamilia Nummulitoidea, del suborden Rotaliina y del orden Rotaliida. Su especie tipo era Pellatispira inflata. Su rango cronoestratigráfico abarca desde el Bartoniense superior (Eoceno medio) hasta el Priaboniense (Eoceno superior).

## Clasificación
Vacuolispira incluía a la siguiente especie:
- Vacuolispira inflata †